# Grateful Dead (álbum)
Grateful Dead es el séptimo álbum[cita requerida] de la banda estadounidense Grateful Dead, lanzado en octubre de 1971 bajo el sello Warner Bros. Records. Lanzado sin título, salvo por el nombre de la banda, se le conoce popularmente con el nombre Skull and Roses por la imagen en su carátula, siendo esta la primera vez que el logotipo del esqueleto y la calavera que se asociaría con la banda a partir de este álbum aparezca.
Inicialmente iba a ser nombrado Skull Fuck, sin embargo, el nombre fue rechazado por la disquera. Fue el primer álbum de la banda en alcanzar el estatus de disco de oro. y su segundo álbum doble grabado en directo.

## Lista de canciones

### Lado uno
1. "Bertha" (Jerry Garcia y Robert Hunter) – 5:27
2. "Mama Tried" (Merle Haggard) – 2:42
3. "Big Railroad Blues" (Noah Lewis) – 3:34
4. "Playing in the Band" (Hunter y Bob Weir) – 4:39

### Lados dos
1. "The Other One" (Bill Kreutzmann y Weir) – 18:05

### Lado tres
1. "Me and My Uncle" (John Phillips) – 3:06
2. "Big Boss Man" (Luther Dixon y Al Smith) – 5:12
3. "Me and Bobby McGee" (Fred Foster y Kris Kristofferson) – 5:43
4. "Johnny B. Goode" (Chuck Berry) – 3:42

### Lado cuatro
1. "Wharf Rat" (Garcia and Hunter) – 8:31
2. "Not Fade Away" (Buddy Holly y Norman Petty) / "Goin' Down the Road Feeling Bad" (tradicional) – 9:14

## Personal
- Jerry Garcia – voz, guitarra
- Bill Kreutzmann – batería
- Phil Lesh – bajo, voz
- Ron "Pigpen" McKernan – teclados
- Bob Weir – guitarra, voz

## Ventas
Billboard
| Año  | Lista      | Posición |
| ---- | ---------- | -------- |
| 1971 | Pop Albums | 25       |